# Sasmuan
Sasmuan ([səs.mwən] en pampango) es un municipio de la provincia de la Pampanga en Filipinas. Según el censo del 2000, tiene 23 359 habitantes.

## Barangayes
Sasmuan se divide administrativamente en 12 barangayes.
- Batang I
- Batang II
- Mabuanbuan
- Malusac
- Santa Lucía (Población)
- San Antonio
- San Nicolás I
- San Nicolás II
- San Pedro
- Santa Mónica
- Santo Tomás
- Sebitanan